# Telemaquia

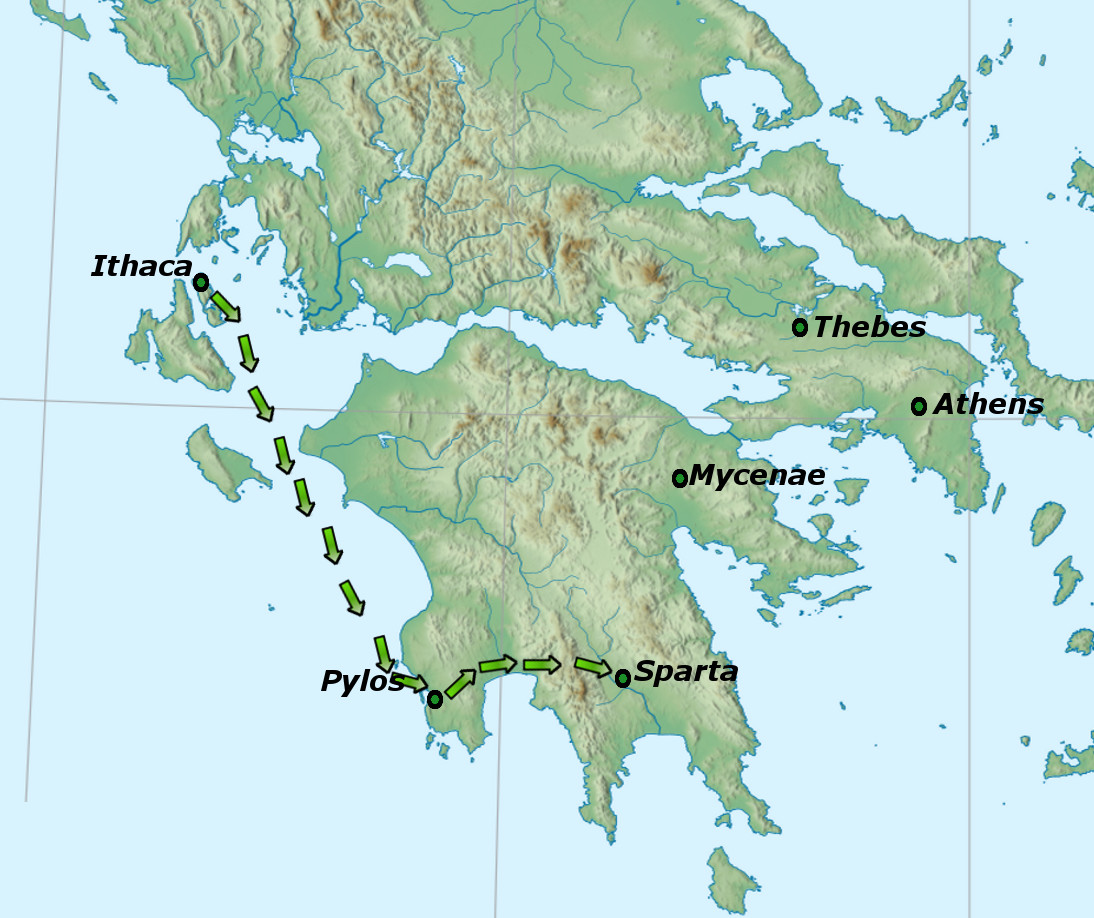
A viagem de Telêmaco

A telemaquia (do grego Τηλεμάχεια, Tēlemacheia ) é como tradicionalmente são chamados os quatro primeiros cantos do poema épico de Homero, a Odisseia. Eles recebem esse nome porque contam a história de Telêmaco, que viaja de casa pela primeira vez em busca de notícias sobre o paradeiro de seu pai, Odisseu (também chamado de Ulisses).

## A telemaquia como introdução àOdisseia

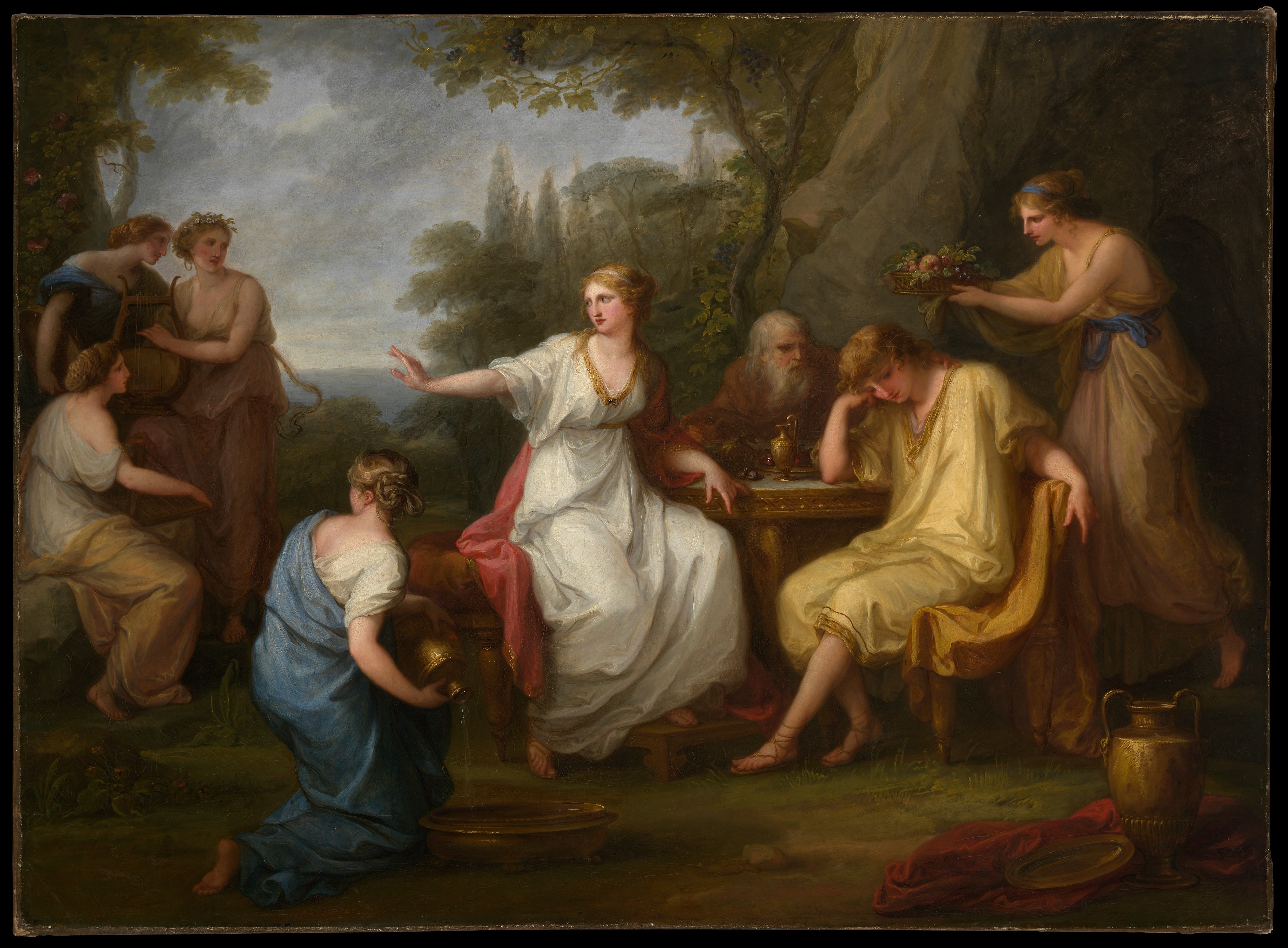
O sofrimento de de Telêmaco (Angelica Kauffman, 1783)

A Odisséia é um poema épico que conta a jornada de Odisseu para seu lar em Ítaca, finalmente concluída vinte anos após o início da Guerra de Tróia. Odisseu, no entanto, não aparece diretamente na narrativa até o Livro 5. Em vez disso, o assunto da telemaquia é o efeito da ausência de Odisseu sobre sua família, Telêmaco em particular. Os quatro primeiros livros da Odisséia dão ao leitor um vislumbre dos acontecimentos no palácio de Ítaca. Há uma multidão de pretendentes disputando a mão de Penélope em casamento, consumindo os bens do rei ausente. Eles têm sido um dano terrível para a riqueza da família, já que são hóspedes quase permanentes, enquanto Penélope adia sua escolha de um marido por três ou quatro anos. Telêmaco quer expulsar os pretendentes e, de fato, anuncia sua intenção de fazê-lo; mas ele não é forte o suficiente para agir sobre a ameaça. Assim, Homero fornece a Telêmaco um motivo para deixar Ítaca, e ao leitor este retrato de Ítaca para situar o retorno de Odisseu ao lar no contexto e enfatizar a urgência de sua jornada.